# Elmisaurus rarus
L'elmisauro era un dinosauro degli oviraptosauri che visse nel Tardo Cretaceo in Asia e America. È conosciuto solo per qualche fossile di dita e mani.

## Specie
La specie, E. rarus fu descritta da Halszka Osmólska nel 1981. Una seconda specie, invece,  E. elegans , è stata poi conosciuta come un Chirostenotes.